# 277118 Zaandam
277118 Zaandam este o planetă minoră (asteroid), cu un diametru de 4,138 km, din centura de asteroizi. A fost descoperită pe 8 aprilie 2005 la  de Andrew Lowe⁠(d). 
Obiectul prezintă o orbită caracterizată de o semiaxă mare de 3,1583450149723 UAi, o excentricitate de 0,1319110318517, o înclinație de 10,810475352264 ° în raport cu ecliptica.